# Carex sacrosancta
Carex sacrosancta là một loài thực vật có hoa trong họ Cói. Loài này được Honda mô tả khoa học đầu tiên năm 1929.